# Suurisaari (ö i Finland, Norra Savolax, Inre Savolax, lat 62,57, long 27,36)
Suurisaari är en ö i Finland. Den ligger i sjön Kuvansi och i kommunen Suonenjoki i den ekonomiska regionen  Inre Savolax ekonomiska region  och landskapet Norra Savolax, i den centrala delen av landet, 290 km nordost om huvudstaden Helsingfors. Öns area är 6,6 hektar och dess största längd är 0,5 kilometer i sydöst-nordvästlig riktning.